# Enrico II di Montmorency
Enrico II di Montmorency, duca di Montmorency e di Damville (Chantilly, 30 aprile 1595 – Tolosa, 30 ottobre 1632), fu ammiraglio di Francia, maresciallo di Francia, viceré della Nuova Francia (Canada) dal 1620 al 1625 e governatore della Linguadoca.
Fu giustiziato a Tolosa per lesa maestà, avendo promosso e sostenuto la rivolta secessionista dei nobili della Linguadoca contro il potere del re. Fu membro del potente Casato di Montmorency

## Biografia

### Giovinezza e carriera militare
Figlio di Enrico I di Montmorency (1534 – 1614) e di Luisa di Budos, sposata dal padre in seconde nozze, figlioccio del re Enrico IV, partecipò giovanissimo alle guerre di religione contro gli ugonotti. Nominato ammiraglio di Francia all'età di 17 anni, il 15 settembre 1625 sconfisse la flotta di Beniamino di Rohan-Soubise davanti a La Rochelle e strappò ai difensori ugonotti le antistanti isole di Ré e di Oléron.
Successivamente combatté con successo in Piemonte, fece prigioniero il generale Doria e per tutto ciò nel 1630 ottenne il bastone di Maresciallo di Francia.
Sposò nel 1612 Maria Felicia Orsini (1599 – 1666), figlia del principe Virginio Orsini, dalla quale non ebbe figli.

### Congiura contro Luigi XIII

#### Antefatto
Dopo l'Editto di Nantes che concedeva libertà di culto agli ugonotti e lasciava loro alcune fortezze per la loro difesa, i protestanti di Linguadoca ricevettero le piazzeforti di Montpellier e Aigues Mortes. Dopo l'assassinio di Enrico IV i protestanti della regione si raggrupparono sotto Enrico II, duca di Rohan e ripresero la lotta. Nel 1622, per porre fine ai combattimenti, Luigi XIII firmò la pace di Montpellier, con la quale confermava ai protestanti i diritti dell'editto di Nantes. Ma il duca di Rohan, perseguendo le proprie ambizioni personali, proseguì la lotta.
Il cardinale Richelieu, risolto con la resa della città il problema della prima, per importanza, piazzaforte ugonotta in Francia, La Rochelle, si rivolse alla Linguadoca che fu presto sottomessa dalle truppe realiste. Il 27 giugno del 1629 il Re, dietro suggerimento del Richelieu, firmava un “atto di grazia” ad Alès, con il quale venivano graziati i ribelli, consentito il loro culto, ma eliminati i loro privilegi politici quali, principalmente, quello di detenere proprie piazzeforti.

#### Cospirazione e tragico epilogo
Nel 1630 Gastone d'Orleans, fallita la congiura detta della Giornata degl'ingannati, per tentar nuovamente di eliminare Richelieu e poter così scalzare il fratello dal trono, tentò di provocare una sollevazione nel regno scegliendo la Linguadoca per i precedenti di ribellione e approfittando del malcontento dei nobili locali per tentativo di Richelieu di sottrarre loro il diritto di istituire autonomamente le imposte. Enrico II di Montmorency, dietro consiglio della regina Maria de' Medici, sostenne Gastone.
Il 22 luglio 1632 la provincia di Linguadoca, guidata da Enrico, proclamò la secessione dal regno di Francia, con un seguito costituito da una parte della piccola nobiltà locale, mentre la città di Tolosa restava fedele al re. Un piccolo esercito francese agli ordini del Maresciallo Enrico, conte di Schomberg (1574 – 1632), composto di circa 2.500 uomini, si scontrò con gli insorti, circa 1.500 nobili, a Castelnaudary il 1º settembre e dopo meno di un'ora questi ultimi vennero sonoramente sconfitti.
Il Duca di Montmorency, gravemente ferito, venne catturato e trasferito a Tolosa, ove il Parlamento lo processò, a porte chiuse, per lesa maestà e lo condannò a morte, nonostante la sua richiesta di clemenza al re e la restituzione del bastone di Maresciallo e del cordone dell'Ordine di Santo Spirito del quale il re l'aveva a suo tempo insignito. La sentenza fu eseguita nel cortile del Municipio di Tolosa. Con la sua morte il ramo diretto dei Montmorency si estinse e i suoi beni furono trasferiti ai Condé.

## Stemma
| Image | Stemma |
| ----- | --- |
| \| \| | Enrico II di Montmorency duca di Montmorency, maresciallo di Francia, cavaliere dell'Ordine dello Spirito Santo |
|       | |

## Ascendenza
|                               |                       |                                         | Genitori                                                   |  |  | Nonni |  |  | Bisnonni                                                          |  |  | Trisnonni                       |  |
|                               |                       |                                         |                                                            |  |  |       |  |  | Guillaume de Montmorency, signore d'Escouen de Thore de Chantilly |  |  | Jean II, signore di Montmorency |  |
|                               |                       |                                         |                                                            |  |  |       |  |  | Guillaume de Montmorency, signore d'Escouen de Thore de Chantilly |  |  | Jean II, signore di Montmorency |  |
|                               |                       | Marguerite d'Orgemont                   |                                                            |  |  |       |  |  | Guillaume de Montmorency, signore d'Escouen de Thore de Chantilly |  |  |                                 |  |
| Anne, duca di Montmorency     |                       |                                         |                                                            |  |  |       |  |  | Guillaume de Montmorency, signore d'Escouen de Thore de Chantilly |  |  |                                 |  |
|                               |                       | Anne Pot, contessa di Saint-Pol         | Guy Pot, conte di Saint-Pol                                |  |  |       |  |  |                                                                   |  |  |                                 |  |
|                               |                       | Anne Pot, contessa di Saint-Pol         | Guy Pot, conte di Saint-Pol                                |  |  |       |  |  |                                                                   |  |  |                                 |  |
|                               |                       | Anne Pot, contessa di Saint-Pol         | Marie de Villiers de L'Isle Adam                           |  |  |       |  |  |                                                                   |  |  |                                 |  |
| Henri I, duca di Montmorency  |                       | Anne Pot, contessa di Saint-Pol         |                                                            |  |  |       |  |  |                                                                   |  |  |                                 |  |
|                               |                       | Renato di Savoia, conte di Villars      | Filippo II, duca di Savoia                                 |  |  |       |  |  |                                                                   |  |  |                                 |  |
|                               |                       | Renato di Savoia, conte di Villars      | Filippo II, duca di Savoia                                 |  |  |       |  |  |                                                                   |  |  |                                 |  |
|                               |                       | Renato di Savoia, conte di Villars      | Libera Portoneri                                           |  |  |       |  |  |                                                                   |  |  |                                 |  |
| Maddalena di Savoia-Villars   |                       | Renato di Savoia, conte di Villars      |                                                            |  |  |       |  |  |                                                                   |  |  |                                 |  |
|                               |                       | Anna Lascaris, contessa di Tenda        | Gian Antonio II Lascaris, conte di Tenda                   |  |  |       |  |  |                                                                   |  |  |                                 |  |
|                               |                       | Anna Lascaris, contessa di Tenda        | Gian Antonio II Lascaris, conte di Tenda                   |  |  |       |  |  |                                                                   |  |  |                                 |  |
|                               |                       | Anna Lascaris, contessa di Tenda        | Isabelle d'Anglure                                         |  |  |       |  |  |                                                                   |  |  |                                 |  |
| Henri II, duca di Montmorency |                       | Anna Lascaris, contessa di Tenda        |                                                            |  |  |       |  |  |                                                                   |  |  |                                 |  |
|                               | Jean, barone de Budos | Thibaud II, signore de Budos            |                                                            |  |  |       |  |  |                                                                   |  |  |                                 |  |
|                               | Jean, barone de Budos | Thibaud II, signore de Budos            |                                                            |  |  |       |  |  |                                                                   |  |  |                                 |  |
|                               | Jean, barone de Budos | Anne de Joyeuse                         |                                                            |  |  |       |  |  |                                                                   |  |  |                                 |  |
| Jacques, barone de Budos      | Jean, barone de Budos |                                         |                                                            |  |  |       |  |  |                                                                   |  |  |                                 |  |
|                               |                       | Louise de Porcelet                      | Pierre Porcelet, signore de Maillane                       |  |  |       |  |  |                                                                   |  |  |                                 |  |
|                               |                       | Louise de Porcelet                      | Pierre Porcelet, signore de Maillane                       |  |  |       |  |  |                                                                   |  |  |                                 |  |
|                               |                       | Louise de Porcelet                      | Marguerite Piquet                                          |  |  |       |  |  |                                                                   |  |  |                                 |  |
| Louise de Budos               |                       | Louise de Porcelet                      |                                                            |  |  |       |  |  |                                                                   |  |  |                                 |  |
|                               |                       | Claude de Clermont, barone de Montoison | Antoine I de Clermont                                      |  |  |       |  |  |                                                                   |  |  |                                 |  |
|                               |                       | Claude de Clermont, barone de Montoison | Antoine I de Clermont                                      |  |  |       |  |  |                                                                   |  |  |                                 |  |
|                               |                       | Claude de Clermont, barone de Montoison | Catherine Adhémar                                          |  |  |       |  |  |                                                                   |  |  |                                 |  |
| Catherine de Clermont         |                       | Claude de Clermont, barone de Montoison |                                                            |  |  |       |  |  |                                                                   |  |  |                                 |  |
|                               |                       | Louise de Rouvroy de Saint-Simon        | Jean de Rouvroy de Saint-Simon, signore de Flavy-le-Martel |  |  |       |  |  |                                                                   |  |  |                                 |  |
|                               |                       | Louise de Rouvroy de Saint-Simon        | Jean de Rouvroy de Saint-Simon, signore de Flavy-le-Martel |  |  |       |  |  |                                                                   |  |  |                                 |  |
|                               |                       | Louise de Rouvroy de Saint-Simon        | Louise de Montmorency                                      |  |  |       |  |  |                                                                   |  |  |                                 |  |
|                               |                       | Louise de Rouvroy de Saint-Simon        |                                                            |  |  |       |  |  |                                                                   |  |  |                                 |  |